# Savez socijalističke omladine Hrvatske
Savez socijalističke omladine Hrvatske (SSOH) bio je krovna društvenopolitička organizacija za indoktrinaciju mladih, koja je po automatizmu uključivala mlade građane Hrvatske od 14 do 27 godina. Svečano primanje bilo je organizirano u VII razredu osnovne škole, o Danu mladosti (25. svibnja). Prethodnice SSOH bile su SKOJ, SMH, USAOH, NOH, pa SOH, te SSH.

## Savez komunističke omladine Jugoslavije
Savez komunističke omladine Jugoslavije (SKOJ) osnovan je kao revolucionarna komunistička organizacija mladih 10. listopada 1919. u Zagrebu. U ’’Komunikeu’’ o osnivanju navedeno je da je SKOJ „potpuno samostalna i nezavisna“ organizacija, ali da „ide uporedo“ s Socijalističkom radničkom partijom Jugoslavije (komunista), te da šalje svoje delegate u partijska vijeća SRPJ(k). U Zagrebu je 1. prosinca 1919. počeo izlaziti list ’’Crvena zastava’’ kao organ SKOJ. Uređivali su ga mladi koji su praksu stekli uglavnom u zagrebačkome srednjoškolskom listu ’’Iskra’’. SKOJ je bio član Komunističke omladinske internacionale i pod striktnim utjecajem Komunističke internacionale do 1937.
Zabranjen je Obznanom ministra unutrašnjih poslova Draškovića 1920., pa je djelovao ilegalno do pobjede komunista u drugome svjetskom ratu u Jugoslaviji. Nakon Titova dolaska na čelo KPJ, SKOJ se oslobađa lijevog sektaštva i profilira u masovnu antifašističku organizaciju, koja u doba svoje VI. zemaljske konferencije 1940. broji 18.000 članova, a oko 30.000 u trenutku ulaska Jugoslavije u drugi svjetski rat. To je bila organizacijska mreža na kojoj je izrasla Nardnooslobodilačka vojska. Većina članstva bila je u granicama današnje Hrvatske. Bojeći se snage i samostalnosti SKOJ-a, Politbiro KPJ nakon Rezolucije Informbiroa kojom je SSSR počeo blokadu Jugoslavije, naredio spajanje („utapanje“) SKOJ u USAOJ.

## Ujedinjeni savez antifašističke omladine Hrvatske
Ujedinjeni savez antifašističke omladine Jugoslavije (USAOJ) osnovan je kao masovna organizacija mladih i sastavu Narodne fronte u Bihaću 27. prosinca 1942. U njega je ušao Savez mlade generacije Hrvatske, masovna antifašistička organizacija mladih pod uplivom SKOJ, koja je tako dobila naziv Ujedinjeni savez antifašističke omladine Hrvatske (USAOH). Na III. kongresu u Zagrebu 11. – 16. svibnja 1946. USAOJ mijenaj ime u Narodna omladina Jugoslavije (NOJ).

## Narodna omladina Hrvatske / Savez omladine Hrvatske
Narodna omladina Hrvatske bila je masovna obvezatna organizacija mladih, teren komunističke indoktrinacije, ali i prostor samoorganiziranja mladih u dopuštenim gabaritima. Od 1946. povjerene su joj i omladinske radne akcije, kao volonterski rad u obnovi zemlje, unutar kojega se na mlade nastojalo djelovati ideološki kroz kult rada. Od 1963., pod utjecajem Ustava SFRJ,  Narodna omladina u Federaciji i republikama mijenja ime u Savez omladine. U Savezu omladine otvara se djelomičan prostor za samostalniju informacijsku i političku djelatnost dijela mladih uklopljenih u poredak. U Zagrebu je pokrenut mjesečnik Polet, koji u prvo doba nudi prostor za književno stvaralaštvo, ali se postupno politizira i potkraj šezdesetih godina, kada ga uređuju Pero Pletikosa i Darko Stuparić, postaje sve življi politički list. Njegovo izlaženje obustavljeno je 1969. Gradska organizacija SOH u Zagrebu pokrenula je 1968. Omladinski tjednik, kojemu su prvi glavni urednici Antun Vujić, pa Žarko Puhovski dali snažan kritički politički pečat. Osnovani je i Centar za kulturnu djelatnost omladine (CKDO) kao poduzeće za kulturnu i nakladnu djelatnost mladih u Zagrebu. Ono je organiziralo kulturni život u omladinskim klubovima. Osobito je na glasu bio Kulušić, gdje je Boško Petrović uveo večeri jazza. U tom Centru je pokrenut i satirički mjesečnik Paradoks, koji je uređivao Milan Havliček i koji je iritirao političku vrhušku. Sličan je Centar za društvenu djelatnost omladine (CDDO) osnovala republička organizacija. On je izdavao mjesečni časopis za društvene teme Pitanja, te biblioteku Suvremeni hrvatski pisci koju je uređivao Goran Babić, a od 1970. i TLO (Tjedni list omladine).

Nakon studentskih nemira 1968. i hrvatskog proljeća 1971., Savez komunista je zahtijevao jaču indoktrinaciju mladih, te je naredio spajanje Saveza studenata Jugoslavije i njegovih republičkih organizacija sa Savezom omladine Jugoslavije i njegovim republičkim organizacijama. Nakon kraćeg otpora, dvije organizacije su spojene u Savez socijalističke omladine Jugoslavije, praktički konfederaciju republičkih i pokrajinskih organizacija, pod nadzorom lokalnih vodstava Saveza komunista.

## Savez studenata Hrvatske
U početku sekcija Narodne omladine na Sveučilištu u Zagrebu, Savez studenata se isprofilirao u samostalnu organizaciju, a u republičku nakon osnutaka sveučilišta u drugim hrvatskim gradovima potkraj šezdesetih. Glasilo i prostor Javnog djelovanja studenata bio je Studentski list, osnovan 1940. 

Godine 1970. nacionalno orijentirane snage koje predvode studenti zagrebačkoga Filozofskog fakulteta Dražen Budiša i Ivan Zvonimir Čičak preuzimaju većinu u Savezu studenata Zagreba i Hrvatske, te se angažiraju kao radikalno krilo nacionalnog pokreta. Njihovi maksimalistički zahtjevi, iskazani u štrajku studenata u jesen 1971. dali su povod Titu i vodstvu SKJ da odstrani „proljećarsko“ vodstvo SKH koje su predvodili Savka Dabčević-Kučar i Miko Tripalo, a i vodstvo SOH koje je predvodio Ivica Vrkić.

## Savez socijalističke omladine Hrvatske
Nakon 1974. SSOH djeluje kao okvira za „normaliziranje“ mladih u Hrvatskoj.  

CDDO mijenja ime u CDD / Centar društvenih djelatnosti SSOH, obnavlja časopis Pitanja (prvi glavni urednik nove serije je Dragan Lalović) i Polet kao tjednik (prvi glavni urednik Pero Kvesić, dok mu posve novu fizionomiju donosi sljedeći glavni urednik Ninoslav Pavić), a širi i nakladnu knjišku djelatnost (prvi glavni urednik Naklade CDD bio je Inoslav Bešker), te pokreće znanstvenu djelatnost mladih, koju vodi Furio Radin. 

SSOH nestaje sa scene raspadom Jugoslavije, ali dio njegovih djelatnosti nastavlja funkcionirati pod drugim imenima, a u raznim političkim strankama, glasilima i kulturnim ustanovama u demokratskoj Hrvatskoj i danas djeluju osobe koje su svoju prvu političku ili stvaralačku afirmaciju ostvarili u toj organizaciji, pa i zato što nije bilo djelotvorne alternative.

## Medijska djelatnost
- Novine
  - Crvena zastava
  - Polet
  - Paradoks (mjesečnik)
  - Omladinski tjednik
  - TLO (Tjedni list omladine)
  - Studentski list
  - Pitanja